# مهدی حسین‌زاده
ستوان مهدی حسین‌زاده (۲۲ دسامبر ۱۹۱۸ جمهوری آذربایجان - ۲ نوامبر ۱۹۴۴ اسلوونی) (به ترکی آذربایجانی: Mehdi Hüseynzadə) (به روسی: Мехти Гусейнзаде) یک دیده‌بان و پارتیزان اهل آذربایجان در جنگ جهانی دوم است. پس از مرگ وی در تاریخ ۱۱ آوریل ۱۹۵۷ جایزه قهرمان اتحاد شوروی به او اهدا شد.
با وجود اینکه وی هنگام جنگ جهانی دوم به اسارت درآمده بود، توانست از اردوگاه اسرا فرار کند و به همراه گروه‌های چریکی متشکل از اتباع یوگسلاوی، تریسته و ایتالیا علیه ارتش آلمان نازی جنگیده و عملیات‌های نظامی زیادی از جمله اکتشافی را پشت سر بگذارد.

## زندگی
مهدی فرزند حنیفه حسین‌زاده در ۲۲ ماه دسامبر سال ۱۹۱۸ در روستای نوخانی شهر باکو چشم به دنیا گشود. پدر وی «حنیفه حسینف» از اعضای سازمان «همت» و کنشگران تأسیس حکومت شوروی در آذربایجان بود. سپس وی به عنوان رئیس نیروهای انتظامی آذربایجان منصوب گشته و برای مدت مدیدی با جرایم سازمان یافته مقابله نمود. در اواخر عمرش به عنوان رئیس یک بخش «شورای باکو» فعالیت داشت. مهدی که در دوران کودکیش پدرش را از دست داد، ابتدا تحت سرپرستی مادرش و بعدها خاله اش به بار آمد.
وی در سال ۱۹۲۵م. وارد دبیرستان شمارهٔ ۷۷ که رئیس آن «سلیمان ثانی آخوندوف» بود، شد. اولین مدرس مهدی آهنگساز «سعید رستمف» بود. در سال ۱۹۳۲، وی از دبیرستان فارغ‌التحصیل شده و وارد «دانشکدهٔ نقاشی باکو» وقت شد که پس از ۴ سال تحصیل علم در سال ۱۹۳۶ تحصیل خود را در اینجا به پایان رسانید. وی در پایان‌نامه خود به موضوع زندگی سربازان «ارتش سرخ» شوروی پرداخت و این اثرش را «نظامیان ارتش سرخ در اردوگاه‌ها» نامگذاری نمود.
پس از فارغ‌التحصیل شدن در این دانشکده، مهدی حسین‌زاده به عنوان معلم در یکی از مدارس در حومهٔ سوراخانی شهر باکو منصوب گردید. وی علاوع بر معلمی، سمت تصدی قرا ئتخانهٔ کتابخانه «عباس صحت» را نیر عهده‌دار بود.
بعد مهدی برای ادامهٔ تحصیل خود در آکادمی هنر راه سن پترزبورگ را در پیش می‌گیرد؛ ولی نمی‌تواند به آکادمی پذیرفته شود و به باکو بازگشته و مشغول کار در کتابخانه «مشهدی عزیزبیگف» می‌شود. علی‌رغم اینکه یک سال بعد مجدداً راهسپار سن پترزبورگ می‌شود، ولی باز هم از او به آکادمی نمی‌پذیرند. سپس وارد دانشگده زبان فرانسوی دانشگاه زبان‌های خارجی سن پترزبورگ می‌شود. در سال ۱۹۴۰م. به دورهٔ دوم دانشکدهٔ زبان و ادبیات «دانشکدهٔ تربیت مدرس آذربایجان» منتقل می‌گردد. دلیل این انتقال علاقه خاصی بود، که مهدی حسین‌زاده به ادبیات و شعرسرایی قائل بود.

## حضور مهدی حسین‌زاده در جنگ جهانی دوم

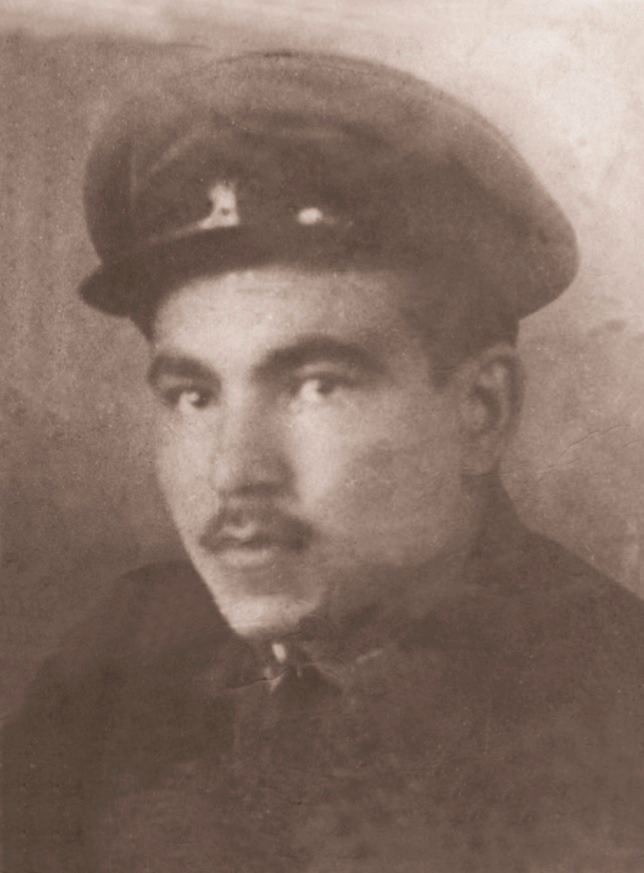
دوران دانشجویی مهدی حسینزاده در آموزشگاه نظامی

در ۲۲ ژوئن سال ۱۹۴۱، آلمان بدون اعلام جنگ بر شوروی حمله‌ور شد. پس از این مهدی حسین‌زاده نیز برای دفاع از میهن خود راهی سربازی شد. وی پس از آنکه آموزش و پرورش خود در آموزشگاه نظامی پرورش سواره‌نظام پشت سر گذاشت، در سال ۱۹۴۲ مهدی را به جبههٔ مقدم جنگ جهانی دوم اعزام می‌نمایند. وی به عنوان فرمانده واحد خمپاره‌اندازان در نبرد استالینگراد حضور یافت.
در ماه اوت سال ۱۹۴۲، در یکی از کارزارهای شدید در اطراف شهر کالاچ به شدت مجروح شد و به اسارت آلمانی‌های نازی درآمد. وی هنگامی که در اسارت به سر می‌برد، به همراه اسرای دیگر از کشورهای مختلفی همچون یوگسلاوی، ایتالیا و تریسته اتحادی مخفی علیه فاشیست‌ها ایجاد کرده بودند. آن‌ها با سازمان‌های چریکی فعال در کشورهای یوگسلاوی و ایتالیا مراوداتی داشتند. مهدی حسین‌زاده یکی از اعضای فعال این سازمان بود. در سال ۱۹۴۳، وقتی که اردوگاه اسیرهای آذربایجانی واقع در نزدیکی «اودین» در شمال کشور ایتالیا قرار داشت، وی توانست از قرارگاه فرماندهی نیروهای مسلح آلمان طرح حملهٔ غافلگیرکننده به عدهٔ پارتیزان «هاریبالدیان» را به دست بیاورد. پس از این، نمایندگان گروه ضد فاشیستی توانستند اطلاع مربوط به طرح حملهٔ آلمانی‌ها را به چریک‌ها برسانند. سپس، هنگ آلمان که بر پارتیزان‌ها یورش برد، در پیکاری پیرامون «تلمین- کبارید» تعدادی زیادی از نظامیان خود را از دست داده و متحمل عقب‌نشینی گردید.

## «میخایلو» ی پارتیزان
در اوایل ۱۹۴۴، محدی حسینزاده توانست با گروهی متشکل از رفقای خود از اردوگاه اسیران واقع در ایتالیا فرار کند و به جمع پارتیزانان فعال در واحد نظامی ۹ ارتش آزادی خلق موسوم به «اسلاون» جمهوری فدرال سوسیالیستی یوگسلاوی بپیوندد. اینجا واحد نظامی روس گردان ۴ تیپ آزادی خلق اسلوونی به نام «ایوان گرادنیک» که متشکل از آذربایجانیان بود، ایجاد گردید. فرماندهی واحد بر عهدهٔ «جواد حکیم‌لی» و کمیساریاییش نیز بر عهدهٔ مهدی حسینزاده بود. این واحد نظامی در روستای «اتلیچا» که در دامن کوه «آنجِل» واقع در سمت شمالی شهر «روتا آیدووشچینا» (Rota Aydovshchina) قرار می‌گرفت، تأسیس شده بود. از این به بعد لقب «میکایلو» به مهدی حسینزاده داده می‌شود. «استانکو پتلین» پارتیزان اهل کشور اسلوونی و تاریخدان مسائل نظامی، مهدی حسینزاده را یکی از بهترین عوامل نفوذی فعال در واحد ۹ می‌خواند.
در اواسط ماه ژانویه میکایلو به کمک سربازان خود نقشه‌های توپوگرافی مهمی را به دست آورد. در ماه بعدی وی در حال ملبس به یونیفرم نظامیان آلمانی وارد سربازخانه‌های ارتش آلمان شده و در بخش‌های آتش‌نشیانی مین‎هایی جاسازی و ساختمان مرکزی را منفجر نمود.

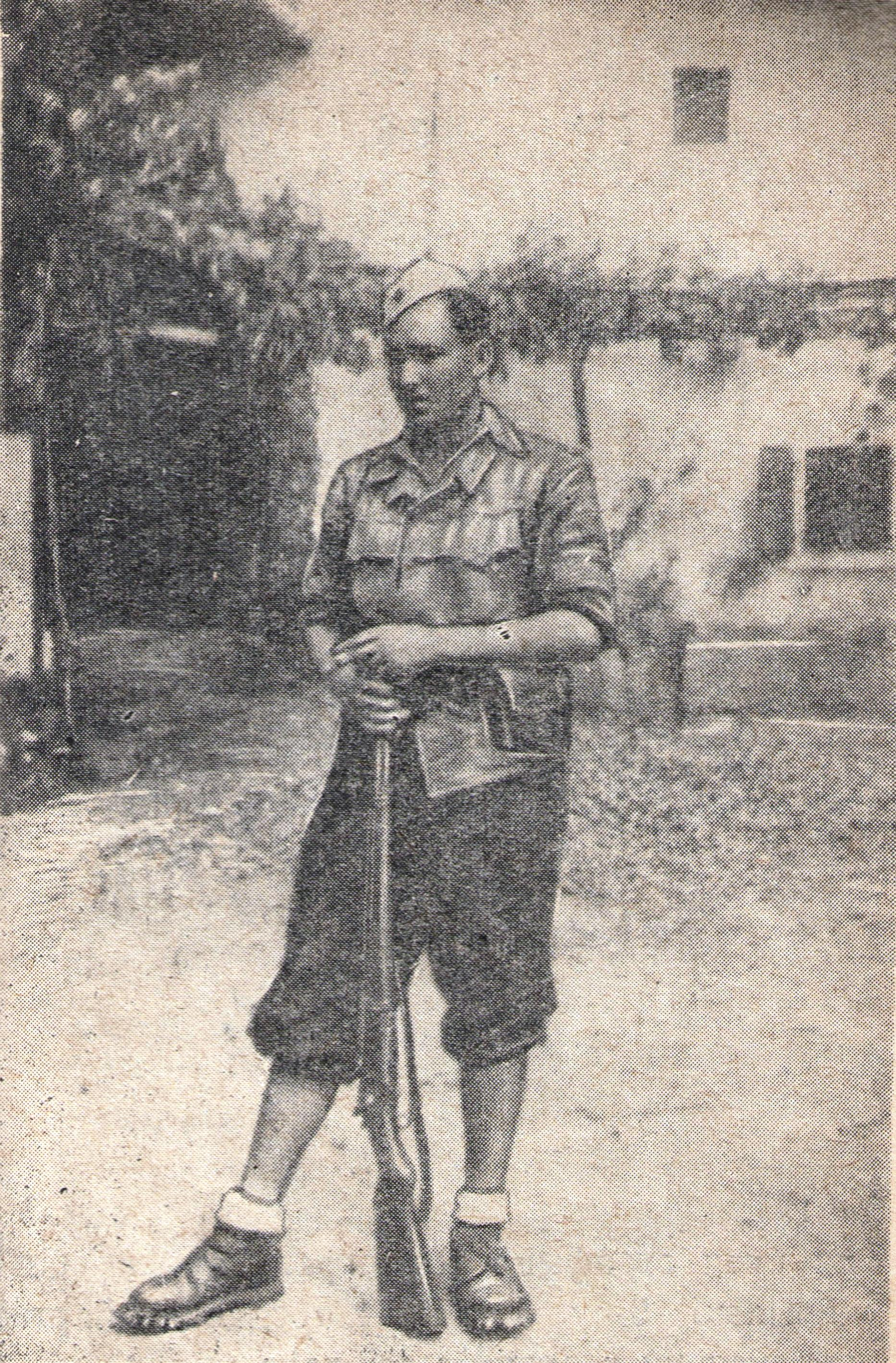
«میخایلو» ی پارتیزان، ۱۹۴۴م.

در ۲ ماه آوریل مهدی حسینزاده همراه با «میردامد سیدف» یک بنای تئاتر واقع در منطقه مسکونی موسوم به «اپچینه» (اسلوونیایی: Opčine) در نزدیکی شهر تریسته را هنگام انجام نمایش منفجر نمودند. آن‌ها وارد ساختمان شده و به‌طور نهانی مین را زیر کرسی جاسازی کردند و بعد از بنای تئاتر بیرون رفتند. بر اثر این انفجار، ۸۰ تن کشته، ۶۰ تن به شدت و ۲۰۰ از سربازان آلمانی نیز جزئی مجروح شدند. ۴۰ نفر در نتیجه جراحات وارده در بیمارستان کشته شدند. در همان ماه یعنی در ۲۲ آوریل دومین مأموریت اکتشافی بزرگ را به جا آورد. وی به همراه «میردامد سیدف» یک رستوران واقع خیابان «بیا کئگا» (Bia Qeqa) را که به عنوان سربازخانه سرو می‌کرد منفجر نمودند. یک روزنامه فاشیستی ایتالیا به نام «İl Pikkolo» در رابطه با این انجفار در چاپ خود در ۲۳ آوریل نوشت: «دیروز روز شنبه بر اثر حملهٔ تروریستی عناصر کمونیستی به سربازخانه‌های نظامیان آلمانی در تریسته تعدادی از سربازان و شهروندان آلمانی و ایتالیایی کشته شدند. عاملین این حمله که در آرایشگاه واقع در همان ساختمان کار می‌کردند، از سوی مأموران گشتاپو دستگیر و اعدام شدند.
پس از این میکایلو تحریرگاه روزنامهٔ یاد شده را منفجر کرد. پس از مدتی مهدی حسینزاده و هم‌سلاحان خود «علی تقی‌اف» و یک ضد فاشیست «هانس افریس» با انجام مأموریت اکتشافی دیگری، پل واقع در قرابت ایستگاه راه‌آهن «پوستوین» را که، قرار بود یک قطار ۲۴ واگنی آلمان از آن عبور کند، منفجر نمودند.

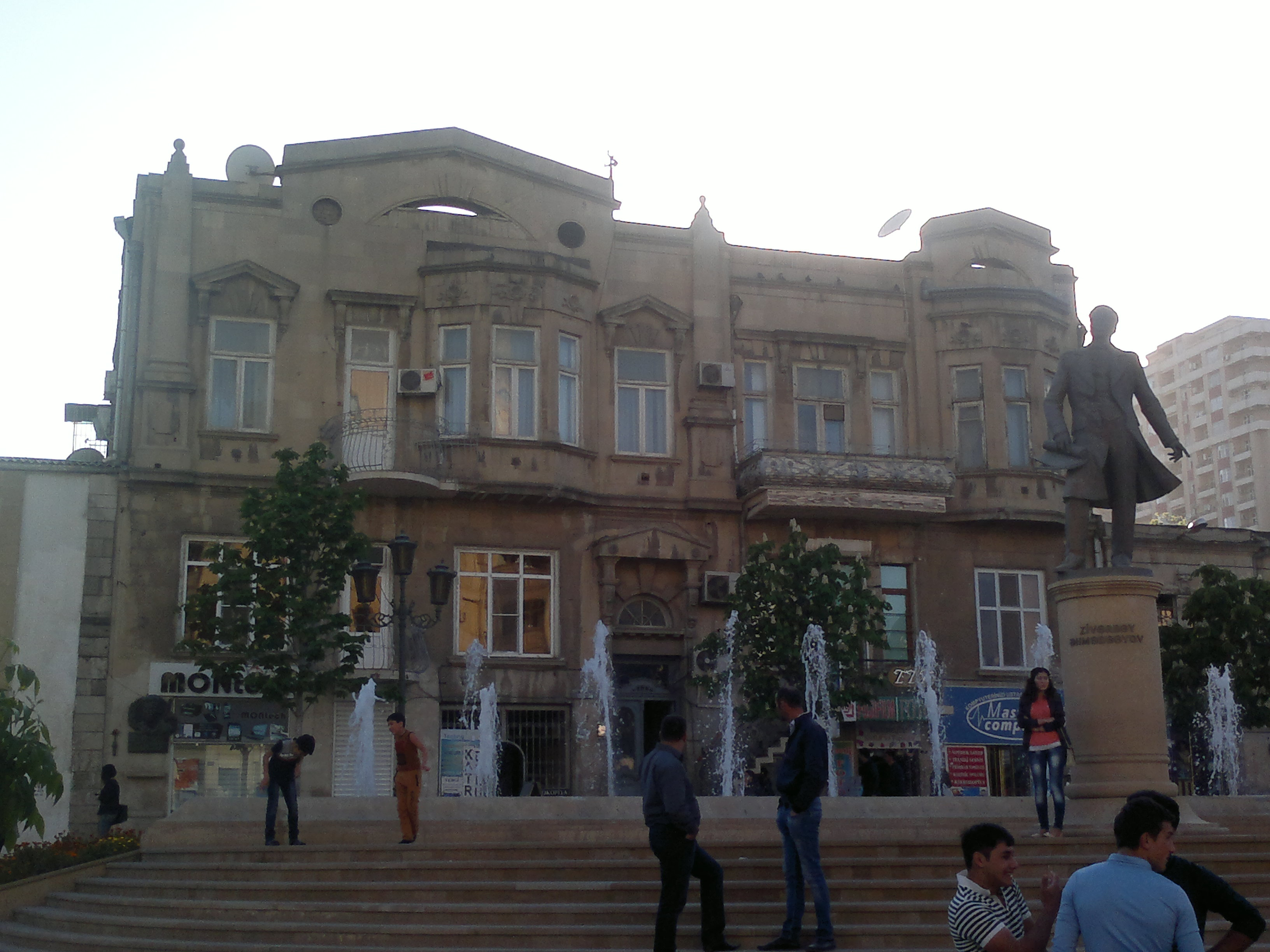
خانه‌ای که، مهدی حسینزاده در باکو زندگی می‌نموده‌است

بر اساس دستور قرارگاه پارتیزان‌ها، «ن. کرتنر» سرگرد گستاپو به دست م. حسینزاده و م. سیدف اعدام شد. در اواخر تابستان، بنابه فرمان فرمانده گردان، م. حسینزاده و «اکبر آقایف» در راس گروه متشکل از چزیک‌ها وارد جنگ با نیروهای عقب‌نسینی کردهٔ آلمان شدند. در این جنگ، تعداد زیادی از سربازان و افسران آلمانی به هلاکت رسیدند و بیش از ۱۰ خودروی نظامی آن‌ها نیز منهدم شدند.
در ماه سپتامبر، میکایلو در حالت ملبس به یونیفرم سربازان آلمانی وارد یک فرودگاه نظامی آلمان شد و با استفاده از مین ۲ فروند جنگنده و ۲۵ خودروی نظامی را منفجر و منهدم کرد.
در یک مأموریت دیگر نیز وی به همراه دو پارتیزان دیگر لباس افسران ارتش آلمان نازی را بر تن کرده، توانستند ۷۰۰ اسیر جنگی و از جمله ۱۴۷ نظامی شوروی را از زندانی که نگهداری می‌شدند، فراری بدهدند. او علاوه بر این، مأموریت اکتشافی زیادی انجام داد، که در نتیجهٔ آن‌ها ده‌ها نظامی فاشیست به هلاکت رسیدند. تلفات جانی و مالی فاشیست‌ها طوری زیاد بود که، آلمانی‌ها پاداش ۴۰۰۰۰۰ لیرای ایتالیایی برای کشتن مهدی حسینزاده تعیین کرده بودند.

## مرگ
مهدی حسینزاده ۲ نوامبر سال ۱۹۴۴ در شرایطی نامعلوم درگذشت. بنابه برخی منابع، وی به همراه هم‌سلاحان هنگام رفتن برای انجام عملیات اکتشافی در روستایی به محاصره نظامیان المانی درآمدند. مهدی حسینزاده که جراحات شدیدی دید، خاطر اینکه به دست فاشیست‌ها نیفتد با شلیک گلوله ای از اسلحه اش دست به خودکشی زد.
به گفته «جواد حکیم‌لی» رئیس ستاد گردان «بازویتسکی» شوروی و دوست صمیمی مهدی حسینزاده، موقعی که سربازان آلمانی پارتیزان‌ها را محاصره کرده بودند، میکایلو هنگام تلاش به فرار مجروح می‌شود. برای اینکه به اسارت درنیاید خودکشی می‌نماید. «جواد حکیم‌لی» بر این عقیده است، که چریکها را یکی از ساکنان روستا به آلمانی‌ها لو داده بود.